# Der Tannenbaum
Der Tannenbaum (dänisch Grantræet) ist ein Kunstmärchen von Hans Christian Andersen. Das Märchen wurde zusammen mit dem Märchen Die Schneekönigin erstmals am 21. Dezember 1844 von Andersen in der Buchausgabe Nye Eventyr. Første Bind. Anden Samling (Neue Abenteteur, Erster Band, Zweite Sammlung) von dem Verleger C. A. Reitzel in Kopenhagen veröffentlicht. Die Geschichte ist systematisch und schematisch aufgebaut.

## Handlung

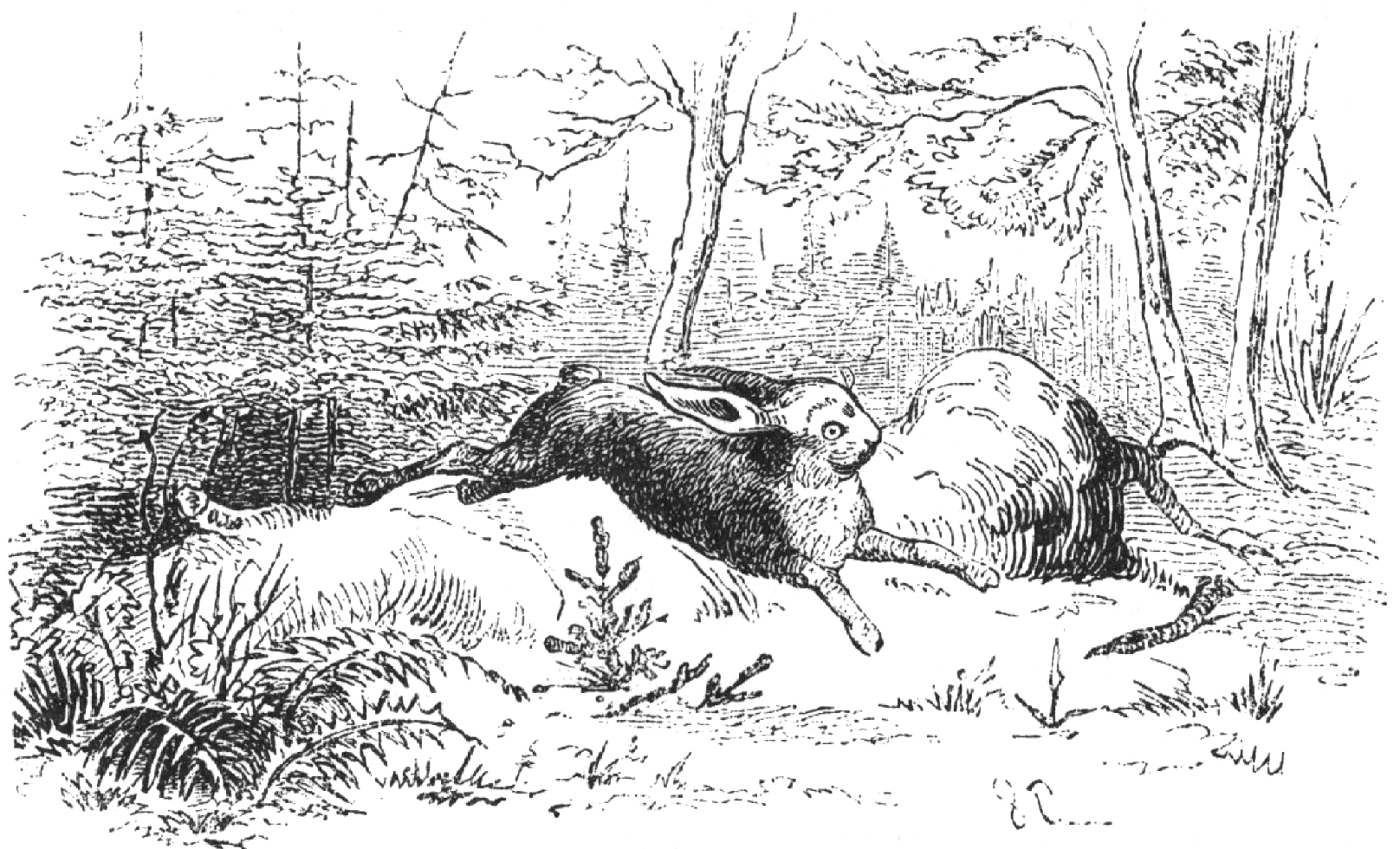
Der Tannenbaum, Illustration von Vilhelm Pedersen in einer ersten Buchausgaben von H. C. Andersen.

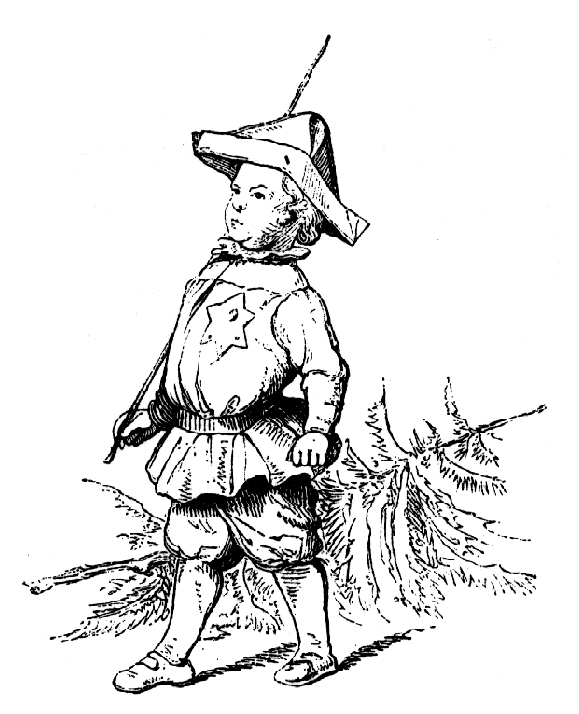
Ein Junge schmückt sich mit dem Stern, den er vom Tannenbaum genommen hat. Illustration von Vilhelm Pedersen

Das Märchen handelt vom Leben eines kleinen Tannenbaums und seinen Wünschen. Auf drei Etappen begleiten wir ihn in seinem kurzen Leben. Als er als kleiner Baum im Wald steht, ist es sein größter Wunsch, endlich so groß zu sein wie viele der Bäume, die sich in seiner Nachbarschaft befinden. Er glaubt fest daran, dass erst dann sein Leben richtig beginnen würde. Wenn er größer wäre, würden auch die Vögel Nester in seinen Zweigen bauen. Sie tragen ihm zu, dass manche der gefällten Bäume zu einem Mast auf einem Schiff würden, und sogleich stellt er sich vor, wie weit man da
oben von einem Ausguck blicken könnte. Kleinere Bäume würden dagegen als Weihnachtsbaum wunderschön geschmückt und in einem Zimmer festlich aufgestellt. Das macht ihm noch mehr Eindruck. Freude an seinem gegenwärtigen Leben findet er nicht, obwohl er um sich herum oft genug die Botschaft vernimmt: „Freue dich deiner Jugend. Freue dich unser! Freue dich deiner frischen Jugend.“ Der kleine Baum jedoch lebt nur für die ihm im Geiste vorschwebende Zukunft, die er bisher nur vom Hörensagen kennt.
Nachdem er fünf Jahre im Wald verbracht hat, nimmt sein Leben um Weihnachten herum eine dramatische Wendung. Er wird als Weihnachtsbaum auserkoren und gefällt. Die Schläge gehen tief ins Mark und er leidet. Auch die Reise, auf die er nun geht, ist beschwerlich und die Trennung von allem, was ihm im Wald lieb war, tut weh. Dann jedoch freut er sich auf das, was nun kommen wird. Was wird am Heiligen Abend wohl geschehen? Ob da wohl Bäume aus dem Wald kommen, um ihn zu bewundern? Am Nachmittag des großen Tages wird er reich geschmückt und ist Mittelpunkt des Abends. Als man ihn geplündert hat, beachtet ihn jedoch niemand mehr. Immerhin kommt er noch in den Genuss der Erzählung des Großvaters, der den Kindern das Märchen von Klumpe–Dumpe erzählt, der die Treppe hinunterfiel und trotzdem die Prinzessin bekam. Ähnliches erhofft er auch für sich und freut sich auf den kommenden Tag und auf das, was dann geschieht. Als man ihn am nächsten Tag abholt und in einer dunklen Ecke auf dem Dachboden abstellt, ist er ratlos. Nun, in der dritten Phase seines Lebens, hat er genug Zeit über sein bisheriges Leben nachzudenken. Sehnsuchtsvoll erinnert er sich daran, wie schön das Leben im Wald war. Den Mäusen, die ihn besuchen, erzählt er von seinem Leben im Wald und sie staunen, wie viel Schönes er erlebt hat, indem sie meinen: „Wie glücklich du gewesen bist!“ Und er muss ihnen immer wieder davon erzählen und wird sich erst jetzt bewusst, wie schön es damals war, als er frei im Wald leben durfte. Allerdings gibt er die Hoffnung nicht auf, dass es auch in seinem weiteren Leben noch schöne Zeiten geben wird, und hofft insgeheim, dass er wie Klumpe-Dumpe eine Prinzessin bekommen wird. Den Ratten, die ihn ebenfalls besuchen, gefällt die Geschichte von Klumpe-Dumpe nicht, sie wollen lieber Speisekammergeschichten hören. So bleiben nach und nach die Zuhörer weg und wieder einmal muss die Tanne erkennen „wie glücklich sie einst war.“ Auch die Mäuse, die ihr immer so aufmerksam zugehört hatten, vermisst die Tanne, nachträglich wird ihr klar, dass das eigentlich „ganz hübsch“ war. Der Baum hofft jedoch weiter auf die Zukunft und den Tag, wenn er wieder hervorgeholt wird, schätzt also seine Zukunft völlig falsch ein.
Als es dann so weit ist und man ihn ins Freie holt, jubiliert er: Nun beginnt das Leben wieder, nicht ahnend, dass nun die letzte Etappe seines Lebens angebrochen ist. Er bemerkt, dass um ihn herum alles in frischen Frühlingsfarben grünt und blüht, und muss erkennen, wie alt er geworden ist und wie seine braunen Nadeln herunterrieseln, und erinnert sich erneut an die guten Zeiten, die er hatte: „Vorbei! vorbei! Hätte ich mich doch gefreut, als ich es noch konnte! Vorbei! vorbei!“ Und dann saust auch schon die Axt auf ihn nieder und er wird in kleine Teile zerhackt. Bis zuletzt gedenkt er der schönen Zeit, als er noch klein war, bis nur noch Asche von ihm bleibt. Zum Schluss heißt es ganz prosaisch, dass es nun mit dem Baum vorbei sei „und mit der Geschichte auch; vorbei, vorbei – und so geht es mit allen Geschichten!“

## Analyse
Der Baum, der im Mittelpunkt der Erzählung steht, ist die einzige denkende Figur der Geschichte. Er präsentiert sich als ihr tragischer, dummer Held, der beinahe bis zum Schluss sein Leben verfehlt. Der Kontrast zwischen dem, was der Baum denkt, und dem, was der Leser weiß (und auch einige Lebewesen ihm sagen), bestimmt die Erzählung; dieser Kontrast ist so deutlich, dass der allwissende Erzähler nichts zu kommentieren braucht. Die vier Lebensetappen des Baumes bestehen aus seiner Zeit im Wald, seinem Aufstieg zum Weihnachtsbaum, seiner Abschiebung auf den Dachboden und letztendlich seinem Ende als Brennholz. Erst als er entsorgt wird, beginnt er zu verstehen, dass er das, was er hatte, nicht zu schätzen wusste. Und erst als es unausweichlich ist, gibt er seine törichten Hoffnungen auf und spricht die Schlüsselworte: „Vorbei! vorbei!“ Diese Worte bestimmen die Erzählung bis zum Schlusskommentar. Die Lebenszeit der jungen Tanne wird nur angerissen – während der Zeit als Weihnachtsbaum, und auch der Zeit auf dem dunklen Dachboden, sowie dem letzten Lebenstag des Baumes mehr Zeit eingeräumt wird. Damit steht die Zeit, in der sich die Hoffnungen des Baumes erfüllen sollen, im Vordergrund. Diese Zeit wird benötigt, um davon zu erzählen, wie der Baum einem Lebenstraum nachjagt, den er nie erreicht, um am Ende seinen Irrtum zu erkennen, als es bereits zu spät ist.

## Verfilmung und Hörbuch
Am 15. Oktober 2010 erschien bei Polyband eine Verfilmung von Der Tannenbaum als Trickfilm auf DVD zusammen mit Andersens Märchenverfilmung von Der Schneemann & Die Springer.
Im Verlag Universal Family erschien 2009 eine Hörbuchausgabe von Der Tannenbaum und andere Wintermärchen (ISBN 9783829105231).